# Cristòfol Valero

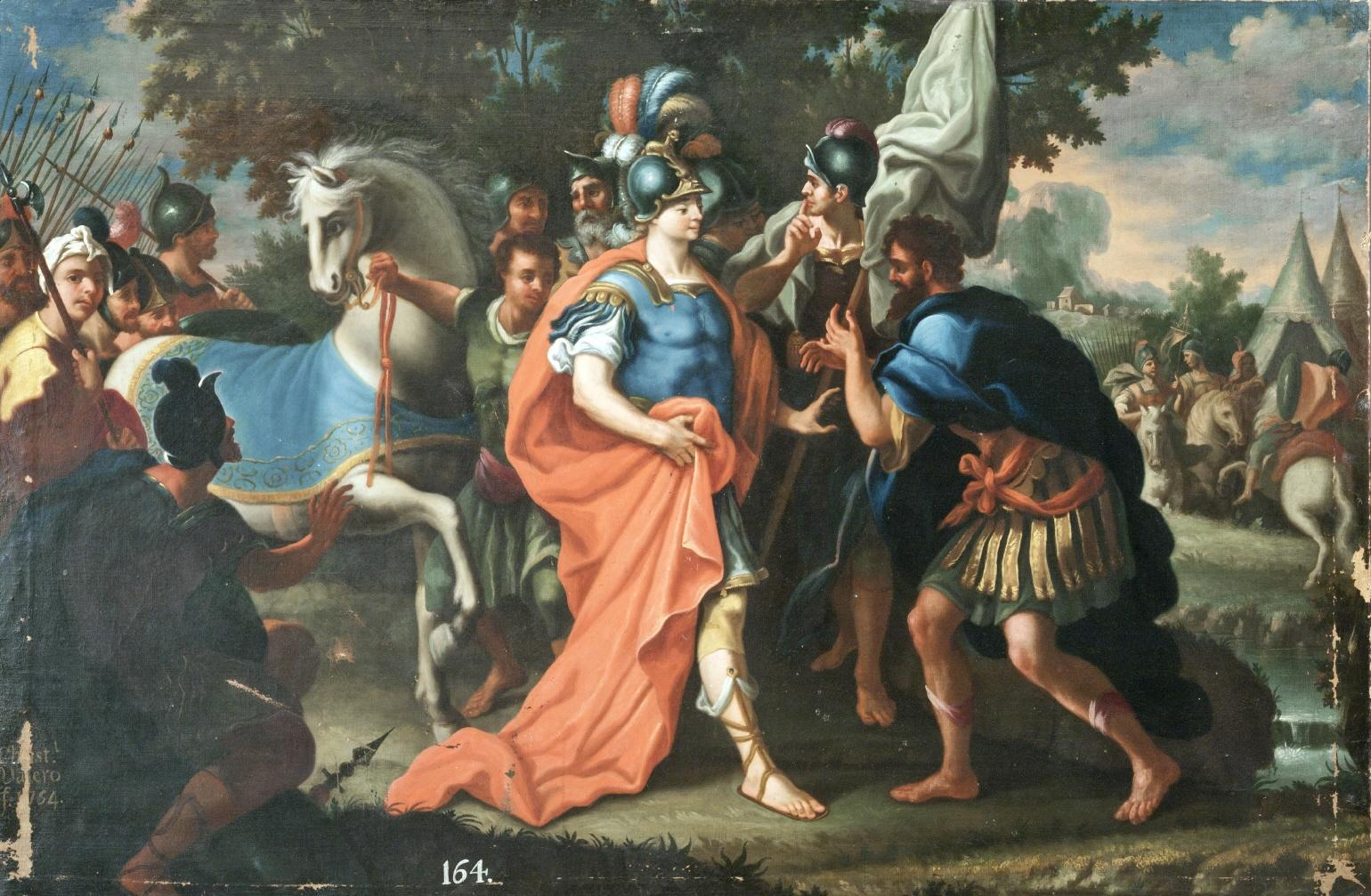
Mentor donant lliçons a Telèmac, oli sobre llenç, 92 x 136 cm, signat i datat «Christ. Valero /f. 1754», Madrid, Reial Acadèmia de Belles arts de San Fernando.

Cristòfol Valero (Alboraia, 1707 - desembre de 1789), fou un pintor i prevere espanyol, primer director de la Reial Acadèmia de Belles Arts de Sant Carles.

## Biografia
Nascut a Alboraia (València), va estudiar filosofia a la ciutat de València i es va formar com a pintor amb Evarist Muñoz. Posteriorment es va traslladar a Roma on va estudiar amb Sebastiano Conca. Ordenat sacerdot i de retorn a València va participar en la creació de l'acadèmia de Santa Bàrbara (1754) a la qual va presentar Mentor donant lliçons a Telèmac abans d'anar a la guerra contra Adastro, ara conservat en la Reial Acadèmia de San Fernando, en la qual va ingressar com a acadèmic de mèrit en 1762. En 1768, en crear-se la Reial Acadèmia de Belles Arts de Sant Carles de València, va ser nomenat director de pintura.
Juan Agustín Ceán Bermúdez esmenta algunes obres en esglésies i monestirs valencians, tots ells desapareguts, com la primitiva parròquia de Sant Andreu i el convent de monges de Sant Julià, pel qual va proporcionar els quadres de l'altar major; a més, li correspondrien alguns retrats de bisbes en el Palau Arquebisbal. Se li van atribuir també dues escenes del Quixot conservades en el Museu del Prado en ser confós per Pedro de Madrazo amb l'aragonès Valero Iriarte, a qui s'assignen actualment.